# 1996년 전미 비평가 협회상
제31회 전미 비평가 협회상은 1996년 최고의 영화를 기리기 위해 1997년 1월에 열린 시상식이다.

## 수상 및 후보

### 작품상
- 브레이킹 더 웨이브 수상

### 감독상
- 브레이킹 더 웨이브 - 라스 폰 트리에 수상

### 여우주연상
- 브레이킹 더 웨이브 - 에밀리 왓슨 수상

### 남우주연상
- 너티 프로페서 - 에디 머피 수상

### 여우조연상
- 여인의 초상 - 바바라 허쉬 수상

### 남우조연상
- 빅 나이트 - 토니 샬호브 수상
- |여인의 초상 - 마틴 도노반 수상

### 각본상
- 스위트 마마 - 앨버트 브룩스 수상

### 촬영상
- 브레이킹 더 웨이브 - 로비 뮐러 수상

### 외국어영화상
- 의식 수상

### 다큐멘터리상
- 우리가 왕들이었을 때 수상